# Wereldkampioenschap voetbal 2010 (Groep H) Chili - Zwitserland
In dit artikel wordt de Wereldkampioenschap voetbal 2010-wedstrijd in de groepsfase in Groep H tussen Chili en Zwitserland (gespeeld op 21 juni 2010) nader uitgelicht. Het duel eindigde in een 1-0-overwinning voor de Zuid-Amerikanen. Het enige doelpunt kwam in de tweede helft op naam van Mark González.

## Wedstrijdgegevens
| Datum                | 21 juni 2010                               | 21 juni 2010                               |
| Stadion              | Nelson Mandelabaai Stadion, Port Elizabeth | Nelson Mandelabaai Stadion, Port Elizabeth |
| Toeschouwers         | 34.872                                     | 34.872                                     |
| Scheidsrechter       | Khalil Al Ghamdi                           | Khalil Al Ghamdi                           |
| Assistenten          | Hassan Kamranifar Saleh Al Marzouqi        | Hassan Kamranifar Saleh Al Marzouqi        |
| Vierde man           | Martin Vázquez                             | Martin Vázquez                             |
| Man van de wedstrijd | Mark González                              | Mark González                              |
|                      | Chili                                      | Zwitserland                                |
| Doelpunten           | 1                                          | 0                                          |
| Gele kaarten         | 6                                          | 3                                          |
| Rode kaarten         | 0                                          | 1                                          |
| Wissels              | 3                                          | 3                                          |
| Schoten op doel      | 7                                          | 1                                          |
| Schoten naast doel   | 13                                         | 6                                          |
| Buitenspel           | 9                                          | 0                                          |
| Hoekschoppen         | 5                                          | 3                                          |
| Strafschoppen        | 0                                          | 0                                          |
| Balbezit (tijd)      | 41 min                                     | 30 min                                     |
| Balbezit (%)         | 58                                         | 42                                         |

| Chili | 1 – 0        | Zwitserland |
| Mark González 75' | goals        | |
| Marcelo Bielsa | bondscoach   | Ottmar Hitzfeld |
| |              | |
| Claudio Bravo Gary Medel Waldo Ponce Gonzalo Jara Mauricio Isla Carlos Carmona Arturo Vidal 46' Matías Fernández 65' Alexis Sánchez Humberto Suazo 46' Jean Beausejour | opstellingen | Diego Benaglio Stephan Lichtsteiner Steve von Bergen Stéphane Grichting Reto Ziegler Valon Behrami Gökhan Inler Benjamin Huggel 77' Gelson Fernandes 68' Blaise Nkufo 42' Alexander Frei |
| Mark González 46' Jorge Valdivia 46' Esteban Paredes 65' | wissels      | 42' Tranquillo Barnetta 68' Eren Derdiyok 77' Albert Bunjaku |
| |              | |
| Humberto Suazo 2' Carlos Carmona 22' Waldo Ponce 25' Matías Fernández 60' Gary Medel 61' Jorge Valdivia 90+1'                                                          | gele kaarten | 18' Blaise Nkufo 48' Tranquillo Barnetta 60' Gökhan Inler |
| | rode kaarten | 31' Valon Behrami |

## Overzicht van wedstrijden
| Groepswedstrijden | | | |
| Groep A | Groep B | Groep C | Groep D |
| Zuid-Afrika - Mexico Uruguay - Frankrijk Zuid-Afrika - Uruguay Frankrijk - Mexico Mexico - Uruguay Frankrijk - Zuid-Afrika | Zuid-Korea - Griekenland Argentinië - Nigeria Argentinië - Zuid-Korea Griekenland - Nigeria Griekenland - Argentinië Nigeria - Zuid-Korea | Engeland - Verenigde Staten Algerije - Slovenië Slovenië - Verenigde Staten Engeland - Algerije Slovenië - Engeland Verenigde Staten - Algerije | Duitsland - Australië Servië - Ghana Duitsland - Servië Ghana - Australië Australië - Servië Ghana - Duitsland    |
| Groep E | Groep F | Groep G | Groep H |
| Nederland - Denemarken Japan - Kameroen Nederland - Japan Kameroen - Denemarken Kameroen - Nederland Denemarken - Japan    | Italië - Paraguay Nieuw-Zeeland - Slowakije Slowakije - Paraguay Italië - Nieuw-Zeeland Paraguay - Nieuw-Zeeland Slowakije - Italië       | Ivoorkust - Portugal Brazilië - Noord-Korea Brazilië - Ivoorkust Portugal - Noord-Korea Noord-Korea - Ivoorkust Portugal - Brazilië             | Honduras - Chili Spanje - Zwitserland Chili - Zwitserland Spanje - Honduras Chili - Spanje Zwitserland - Honduras |
| Achtste finales | | | |
| Uruguay - Zuid-Korea Verenigde Staten - Ghana                                                                              | Duitsland - Engeland Argentinië - Mexico                                                                                                  | Nederland - Slowakije Brazilië - Chili | Paraguay - Japan Spanje - Portugal                                                                                |
| Kwartfinales | | | |
| Brazilië - Nederland | Uruguay - Ghana | Argentinië - Duitsland | Paraguay - Spanje                                                                                                 |
| Halve finales | | | |
| Nederland - Uruguay | Nederland - Uruguay | Duitsland - Spanje | Duitsland - Spanje                                                                                                |
| Troostfinale | | | |
| Uruguay - Duitsland | | | |
| Finale | | | |
| Spanje - Nederland | | | |